# Ehemaliges Haus Tobler
L'Ehemaliges Haus Tobler ("Ex casa dei Tobler") è un edificio storico a Trogen. È classificato dal governo svizzero come bene culturale di importanza nazionale.

## Storia
L'edificio fu costruito dal capomastro Konrad Langenegger tra il 1807 e il 1810 ad uso abitativo e commerciale per conto del commerciante di filati e intendente dell'arsenale cantonale (Landzeugherr)  Michael Tobler-Zuberbühler e della moglie Catharina Barbara Tobler-Zuberbühler. La casa rimase in possesso della famiglia Tobler fino al 1913, e successivamente venne adibita a abitazione, studio medico e talvolta ospizio per bambini. Fino al 1975 venne gestita da tre medici cittadini: da Otto Ritzmann dal 1915 al 1932, da August Riederer dal 1932 al 1952, e da Aldo Frank dal 1952 al 1975. Per questo motivo in quel periodo venne soprannominata Trogner Doktorhaus ("Casa del dottore di Trogen"). Successivamente divenne un edificio residenziale. La facciata venne ristrutturata nel 2014.

## Descrizione

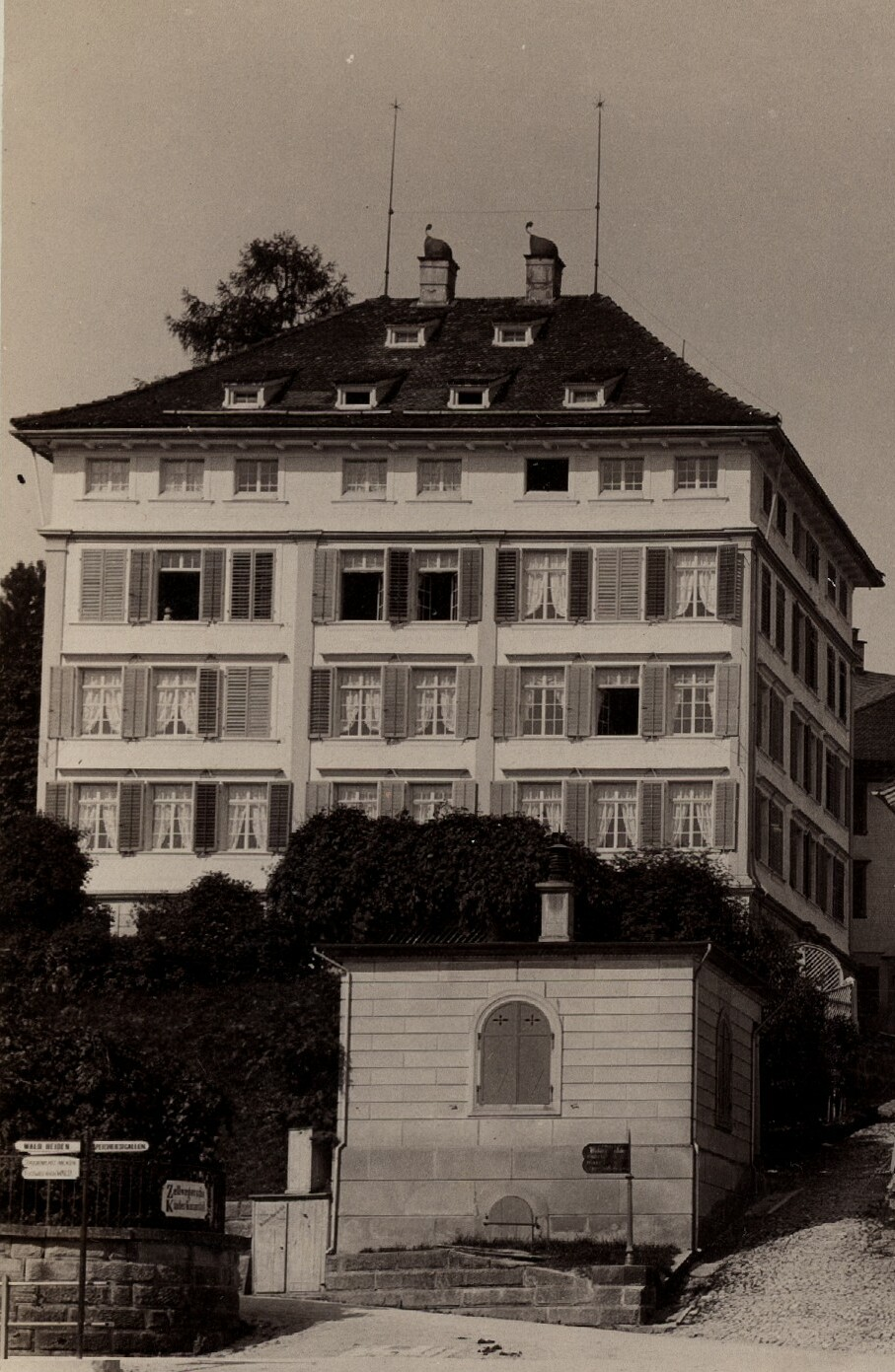
L'edificio in una foto del 1894

L'edificio in legno fu costruito a modello del municipio in pietra.